# Johannes Barend Litzau
Pour les articles homonymes, voir Litzau.
Johannes Barend Litzau est un organiste et compositeur néerlandais, né le 10 septembre 1822 à Rotterdam où il est mort le 17 juillet 1893.

## Biographie
Johannes Barend Litzau naît le 10 septembre 1822 à Rotterdam.
Il étudie avec Johannes Bernardus Bremer et Barthélemy Tours, à qui il succède comme organiste de l'église luthérienne de Rotterdam en 1855.
Fondateur d'une école d'orgue, il est également l'auteur de plusieurs œuvres pour orgue composées dans un style classique, dont trois sonates pour l'instrument, notamment, et d'une cantate, Sneeuw-vermaak.
Johannes Barend Litzau meurt le 17 juillet 1893 à Rotterdam.